# Praça Afonso de Albuquerque

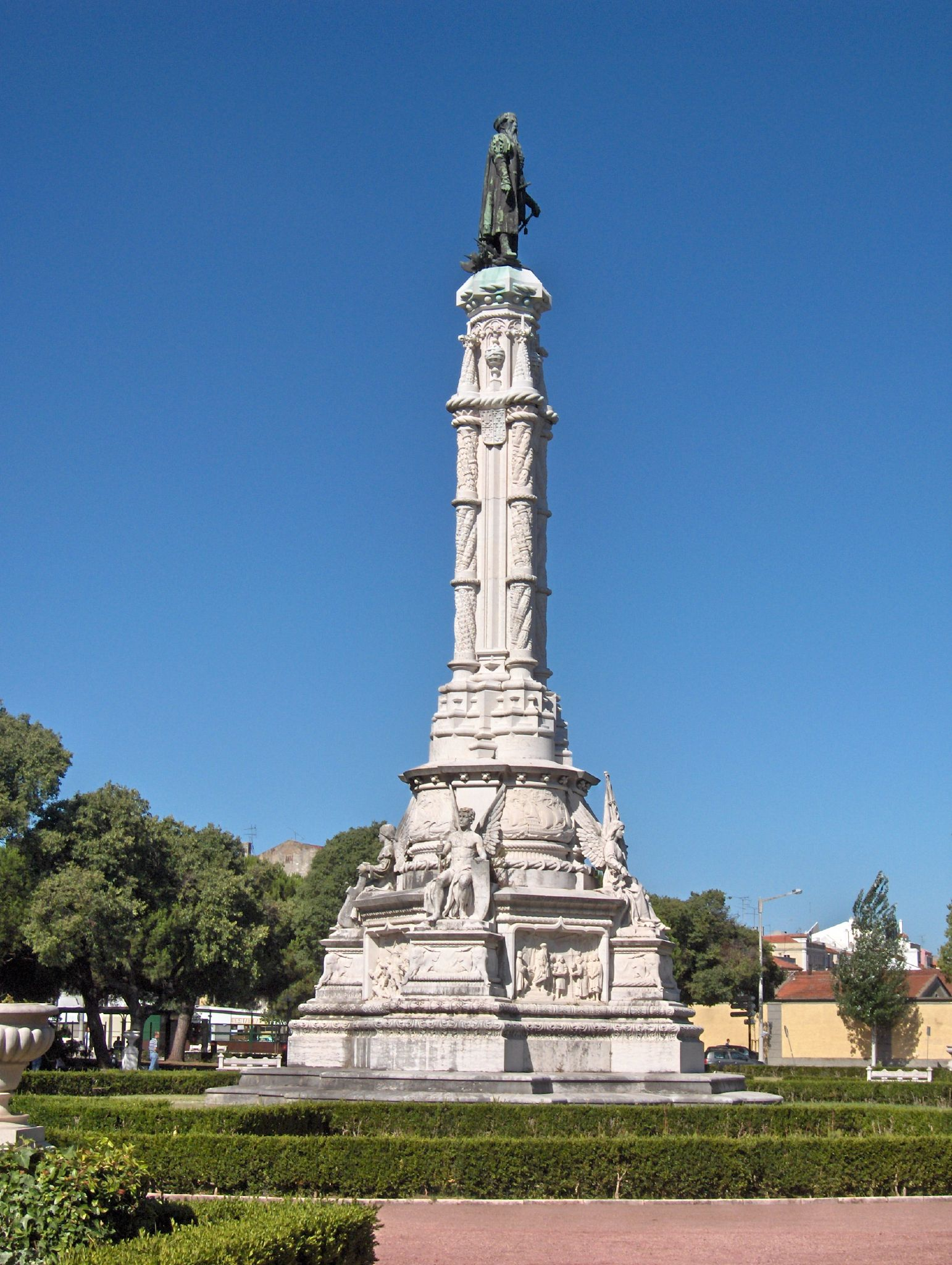
Standbeeld van Afonso du Albuquerque op het plein

Het Praça Afonso de Albuquerque is een plein in het district  Belém, gelegen in Lissabon, Portugal. Het plein ligt tegenover het Palácio Nacional de Belém, een 18e-eeuws paleis dat tegenwoordig dienst doet als verblijfplaats voor de president van Portugal. Het plein is vernoemd naar de tweede gouverneur van Portugees-Indië, Afonso de Albuquerque. Op het plein is ook de Jardim Afonso de Albuquerque gelegen. Oorspronkelijk was de naam van het plein Praça D. Fernando, maar na de  Oktoberrevolutie werd het omgedoopt naar Praça Afonso de Albuquerque.